# ماري إليزابيث كلارك
ماري إليزابيث كلارك (بالإنجليزية: Mary Elizabeth Clark)‏ هي عسكري أمريكية، ولدت في 1938 في بونتياك في الولايات المتحدة.